# Xylopia degeneri
Xylopia degeneri este o specie de plante angiosperme din genul Xylopia, familia Annonaceae, descrisă de Albert Charles Smith. Conform Catalogue of Life specia Xylopia degeneri nu are subspecii cunoscute.